# 北山禎介
北山禎介（きたやま ていすけ、1946年（昭和21年）10月26日 - ）は、日本の銀行家、経営者。三井住友銀行会長、三井住友フィナンシャルグループ社長を歴任した。

## 人物
東京大学卒業後、三井銀行入行。ニューヨーク支店長、国際部等を経て総合企画部次長時代には、太陽神戸銀行との合併に伴う事務方を担当。太陽神戸三井銀行発足後には、総合企画部副部長、バンコク支店長等を歴任。1997年取締役に選任。総合企画部長を委嘱された。
2001年4月、三井住友銀行発足後には、常務取締役兼常務執行役員を担い、2005年6月、住友銀行との合併交渉時における担当者同士であった奥正之と共に共同CEOとなり、三井住友FGの社長に就任（2011年4月1日付で退任）。また同時に三井住友銀会長に就いた。
経済同友会の教育問題委員会の委員長を歴任したほか、2015年2月から中央教育審議会会長を務めるなど教育との関わりが深い。

## 略歴
- 1946年 東京都千代田区生まれ。
- 1969年（昭和44年）3月 東京大学教養学部教養学科総合社会科学分科国際関係論コース卒業[4]。
- 1969年（昭和44年）4月 三井銀行入行[4]。
- 1997年（平成9年）6月 さくら銀行取締役。
- 1999年（平成11年）6月 同執行役員。
- 2000年（平成12年）4月 同常務執行役員。
- 2000年（平成12年）6月 同常務取締役兼常務執行役員。
- 2001年（平成13年）4月 三井住友銀行設立時に統合業務の中核を担う[5]。常務取締役兼常務執行役員。
- 2003年（平成15年）3月 同常務取締役兼常務執行役員。
- 2003年（平成15年）6月 三井住友フィナンシャルグループ専務執行役員。
- 2003年（平成15年）6月 三井住友銀行専務取締役兼専務執行役員。
- 2004年（平成16年）4月 三井住友フィナンシャルグループ副社長執行役員。
- 2004年（平成16年）6月 三井住友フィナンシャルグループ取締役副社長。
- 2005年（平成17年）6月 同代表取締役社長、三井住友銀行代表取締役会長[6]。
- 2006年（平成18年）5月 株式会社三越取締役。
- 2006年（平成18年）10月 富士フイルムホールディングス株式会社取締役。
- 2006年（平成18年）10月 株式会社三越伊勢丹ホールディングス取締役。
- 2008年（平成20年）4月 公益社団法人経済同友会副代表幹事。
- 2009年（平成21年）4月 同教育問題委員会委員長。
- 2012年（平成24年）5月 文部科学省国立大学法人評価委員会委員長。
- 2014年（平成26年）6月 トヨタ自動車株式会社監査役。
- 2015年（平成27年）2月 文部科学省中央教育審議会会長。
- 2021年（令和3年）7月 公益財団法人三井文庫理事長。